# Lago di Giacopiane
Der Lago di Giacopiane ist ein Stausee in der italienischen Region Ligurien. Er liegt im Valle Sturla des Ligurischen Apennin, in der Nähe der Gemeinde Borzonasca. Politisch gehört der auf etwa 1000 Meter Höhe liegende See zur Metropolitanstadt Genua. Unterhalb des Lago di Giacopiane befindet sich der kleinere Lago di Pian Sapeio.
Der Bau des Stauwerkes geht auf das faschistische Regime der zwanziger Jahre zurück. Beide Stauseen sollten den stark gestiegenen Stromverbrauch kompensieren und zudem als Trinkwasserreservoir des tigullischen Landstriches und der Regionalhauptstadt Genua dienen.